# Herbert Nebe
Herbert Nebe (Leipzig, 11 mei 1899 - Gotha, 13 oktober 1985) was een Duits wielrenner. Hij was profwielrenner van 1925 tot 1930.
Zijn grootste prestatie leverde hij in 1929, toen hij op het wereldkampioenschap op de weg zilver pakte, net na de Belg Georges Ronsse en voor zijn landgenoot Bruno Wolke. Het waren de eerste Duitse medailles ooit op een WK wielrennen. In 1927 werd Nebe tiende op het wereldkampioenschap.

## Palmares
1927
Ronde van Dresden
10e Wereldkampioenschap
1928
Ronde van Beieren
Berlijn-Cottbus-Berlijn
2e Wereldkampioenschap
2e Duits Kampioenschap
3e Rund um die Hainleite

## Resultaten in voornaamste wedstrijden
| Jaar | Ronde van Italië | Ronde van Frankrijk | Ronde van Spanje |
| ---- | ---------------- | ------------------- | ---------------- |
| 1930 |                  | opgave              |                  |
| 1931 |                  |                     |                  |
| 1932 |                  |                     |                  |

| Jaar |  | WK op de weg |
| ---- |  | ------------ |
| 1928 |  | ↑            |
| 1929 |  |              |
| 1930 |  |              |